# Ali Sabieh
Ali Sabieh (somaliska: Cali Sabiix, arabiska: علي صابح, ‘Alī Şābiḩ) är den näst största staden i Djibouti, belägen i södra delen av landet på 756 meters höjd över havet, med 37 939 invånare (2009). Den är huvudstad i regionen Ali Sabieh.
Ali-Sabieh flygplats ligger en bit utanför staden. Staden har även en station längs den nybyggda järnvägen mellan Addis Abeba och Djibouti.